# Ophiopezidae
Famille
Les Ophiopezidae sont une famille d'ophiures de l'ordre des Ophiacanthida.

## Caractéristiques
Disque dorsal couvert de granules (Ophiopeza) ou d'épines en forme d'aiguilles (Ophiochaeta). Plaque dentaire entière, avec un stéréome grossièrement poreux, des alvéoles dentaires comme de petits trous non pénétrants avec des bords indistincts, à l'extrémité ventrale une paire d'alvéoles. Articulation de l'épine du bras avec un lobe dorsal renflé et un lobe ventral mince, pli sigmoïdal bien défini. Plaques latérales des bras avec une ornementation voyante (tubercules de taille variable chez Ophiopeza).

## Liste des genres
Selon World Register of Marine Species (23 septembre 2018) :
- genre Ophiochaeta Lütken, 1869 -- monotypique
- genre Ophiopeza Peters, 1851 -- 4 espèces

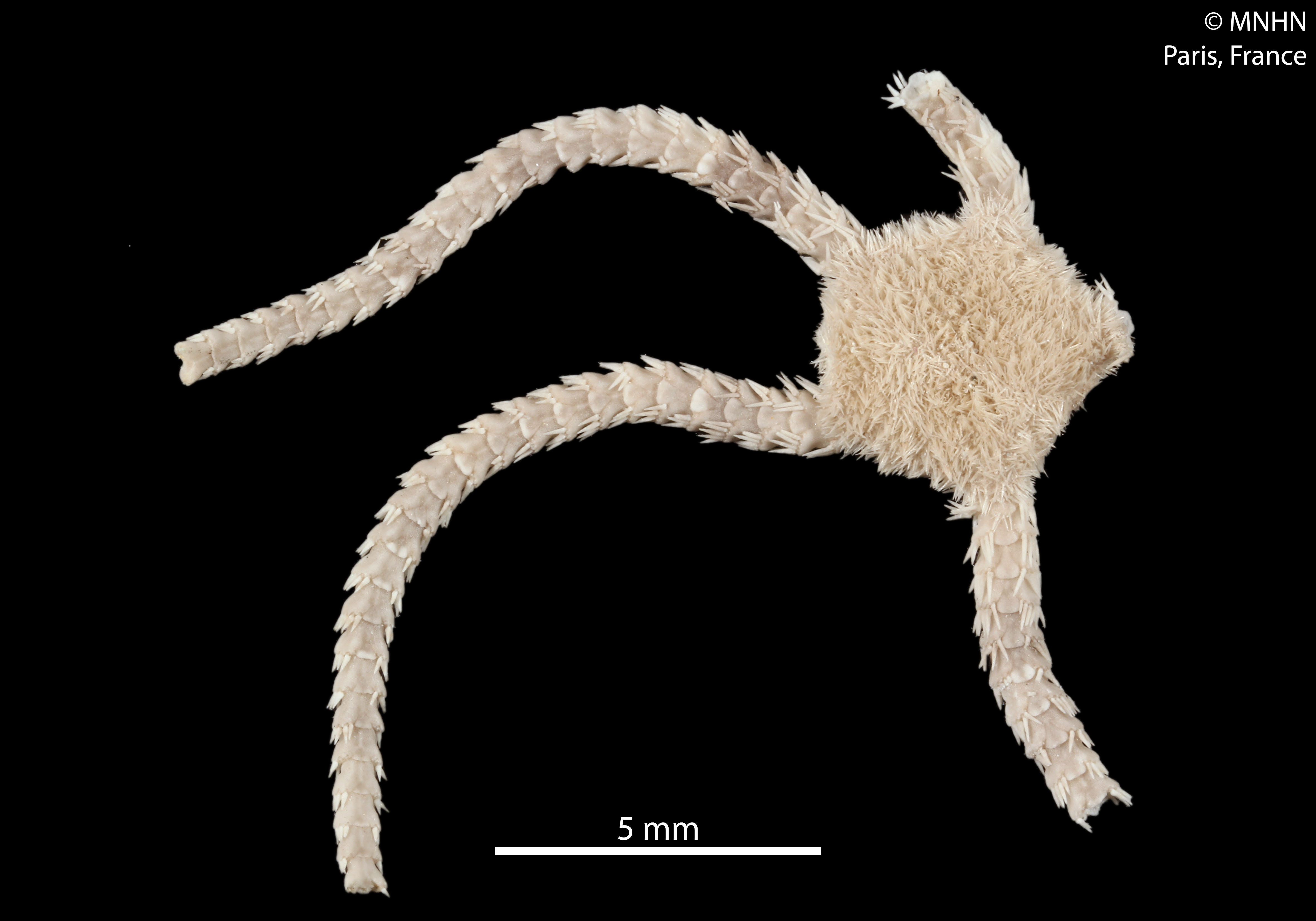
Ophiochaeta hirsuta.
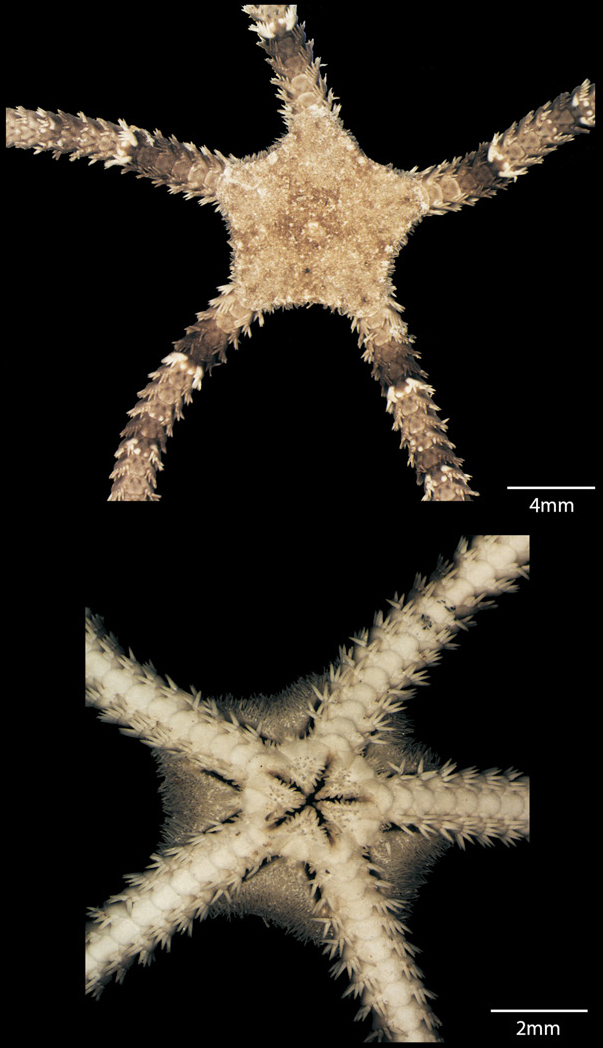
Ophiochaeta hirsuta (détails).
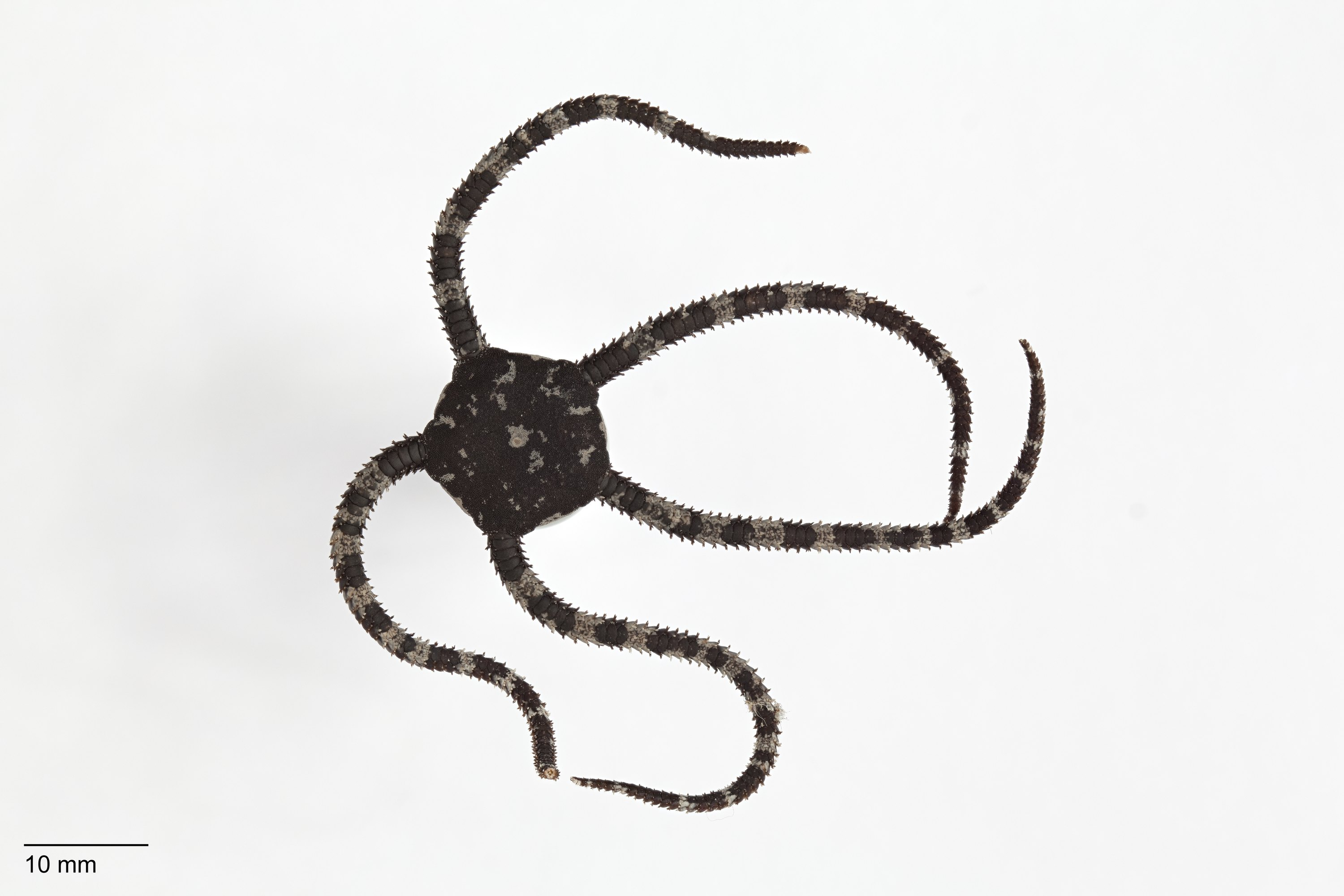
Ophiopeza cylindrica.

## Publication originale
- (en) Timothy O’Hara, Sabine Stöhr, Andrew F. Hugall, Ben Thuy et Alexander V. Martynov, « Morphological diagnoses of higher taxa in Ophiuroidea (Echinodermata) in support of a new classification », European Journal of Taxonomy, Consortium of European Natural History Museums (d), no 416,‎ 21 mars 2018, p. 1–35 (ISSN 2118-9773, OCLC 758480175, DOI 10.5852/EJT.2018.416, lire en ligne).